# 원주역
원주역(Wonju station, 原州驛)은 강원특별자치도 원주시 무실동에 위치한 중앙선의 철도역이다.
한국철도공사 서울본부 관리역이며, KTX, 무궁화호가 정차한다. 구 역사 주변으로는 치악산 자락이 둘러져 있고, 광장에는 임진왜란 당시 치악산 자락 영원산성에서 전사한 김제갑 목사의 충렬비와 충렬탑이, 구내에는 대한민국의 등록문화재 제138호로 지정된 급수탑이 있다.
2021년 1월 5일 중앙선 서원주 - 제천 구간의 복선전철화 공사 및 선로이설 공사가 완공되어, 기존의 학성동에서 무실동 남원주IC 남쪽의 이마트 원주점 근처로 이전했다.

## 연혁
- 1940년 4월 1일: 보통역으로 영업 개시[1]
- 1950년 6월 30일: 역사 소실
- 1955년 12월 30일: 역사 준공
- 1960년 10월 21일: 사무관역으로 승격
- 1967년 10월 21일: 서기관역으로 승격
- 1969년 1월 22일: 역사 증축
- 1971년 9월 10일: 민수용 무연탄 도착취급역 지정[2]
- 1979년 6월 11일: 현재 역사 신축 착공
- 1980년 5월 3일: 현재 역사 준공
- 1984년 4월 16일: 사무관역으로 격하
- 1992년 6월 1일: 제1군수지원사령부 인입선 신설
- 1993년 5월 1일: 유료휴게실 운영 개시[3]
- 1995년 7월 1일: 유료휴게실 폐지[4]
- 1998년초: 중앙선 원주~청량리 비둘기호 열차를 통일호로 승격
- 2004년 4월 1일: 통일호 운행중단
- 2006년 5월 1일: 소화물 취급 중지
- 2013년 4월 12일: 중부내륙순환열차(O-Train) 운행 개시
- 2014년 11월 1일: ITX-새마을 운행 개시(청량리~영주, 청량리~안동 새마을호 대체 운행)
- 2015년 6월 1일: 중부내륙순환열차 운행 계통 변경으로 O-Train 정차 중지
- 2015년 8월 1일: 정선아리랑열차(A-Train) 정차 개시
- 2017년 12월 22일: ITX-새마을 운행 일시 중단
- 2018년 3월 23일: ITX-새마을 운행 재개
- 2019년 12월 31일: 화물 취급 중지[5]
- 2020년 3월 2일: 청량리발 강릉행 열차 동해행으로 단축. 원주~동해 간 일반 열차 운행개시. 운행횟수: 누리로 5회(3월 2일 하루만 4회), 무궁화호 1회(신기역 정차)(3월 2일만 2회)
- 2020년 6월 22일: 원주역 ~ 제천역 간 복선 철로 시운전 개시[6]
- 2021년 1월 5일: 학성동 역사 폐쇄. 무실동으로 이전. 청량리~영주 ITX-새마을 폐지 및 청량리~안동 KTX-이음 운행 개시[7]
- 2021년 4월 19일 원주역 관광안내소 이전 개소[8]
- 2021년 6월 29일 제4차 국가철도망 구축 사업에 원주 ~ 만종간 원주연결선 최종확정(21년~31년)
- 2022년 11월 5일 : ITX-새마을 운행 재개(청량리~안동, 누리로 열차 대체)
- 2023년 9월 1일: ITX-마음 운행 개시

## 승강장
2면 4선의 쌍섬식 승강장으로 운영되고 있다. 그리고 KTX-이음 승강장에는 스크린도어가 설치되어 있다.
| ↑ 서원주              |
| \| １２ \| \| ３４ \| |
| 봉양 ↓                |

| 1▪2 | 중앙선 | ITX-새마을 ITX-마음 무궁화호 KTX | 용문 · 양평 · 덕소 · 청량리 방면 |
| 3▪4 | 중앙선 | ITX-새마을 ITX-마음 무궁화호 KTX | 제천 · 동해 · 안동 · 부전 방면   |

## 역 주변
- 이마트 원주점
- 호반써밋원주역아파트
- 남원주역세권6단지행복주택아파트

## 사진

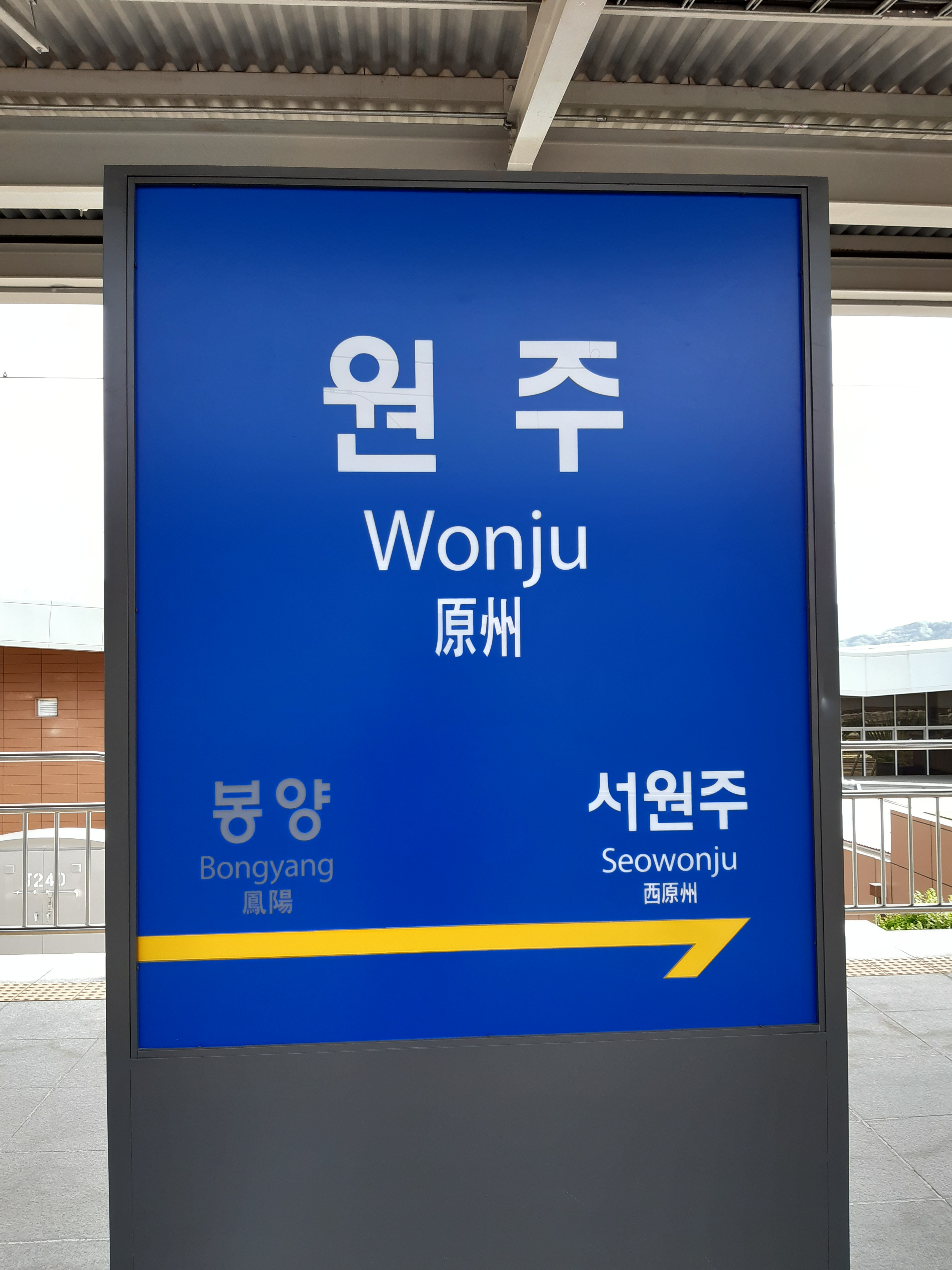
역명판
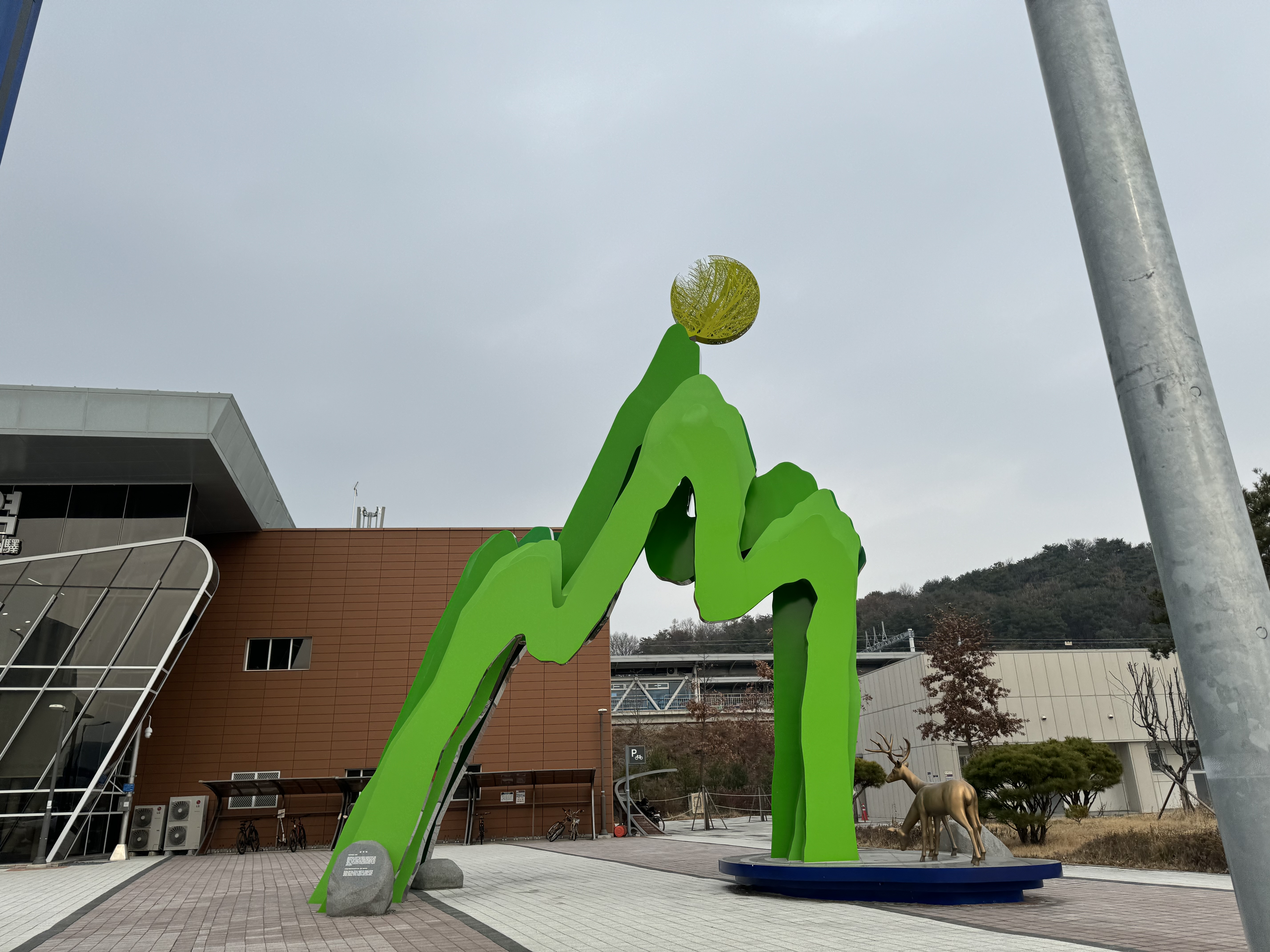
원주역 외부에 설치된 조형물
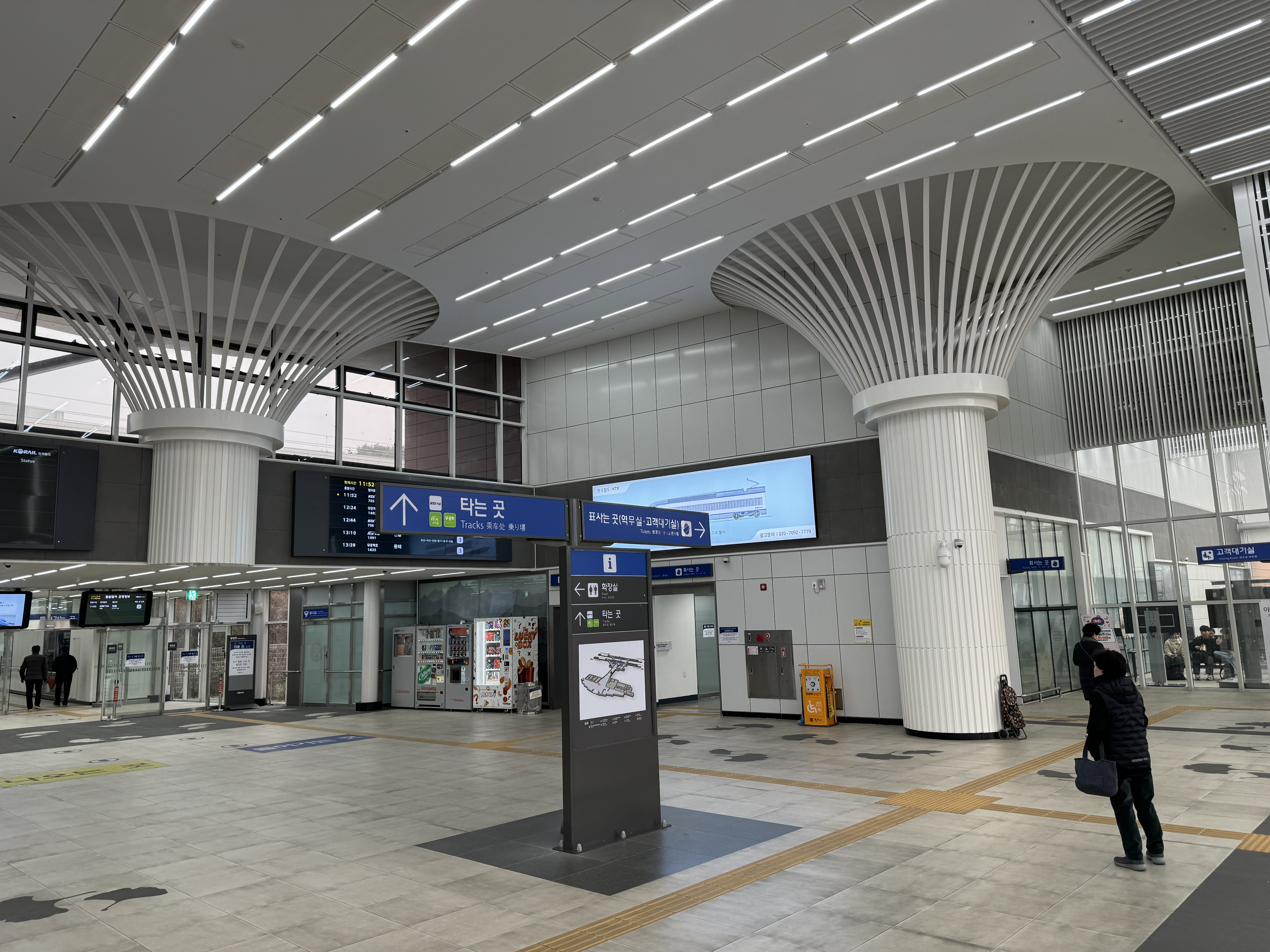
대합실
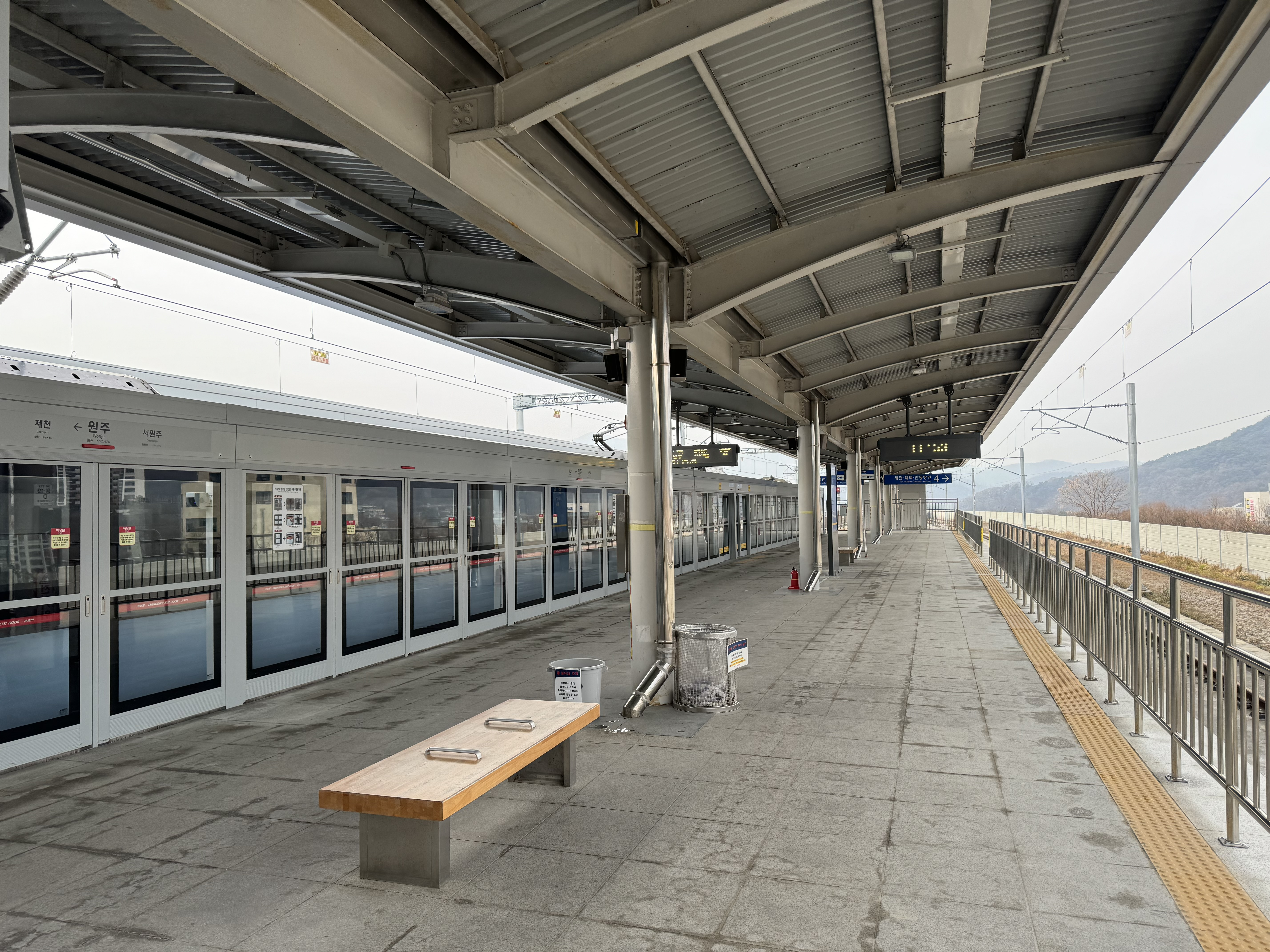
승강장 (KTX)
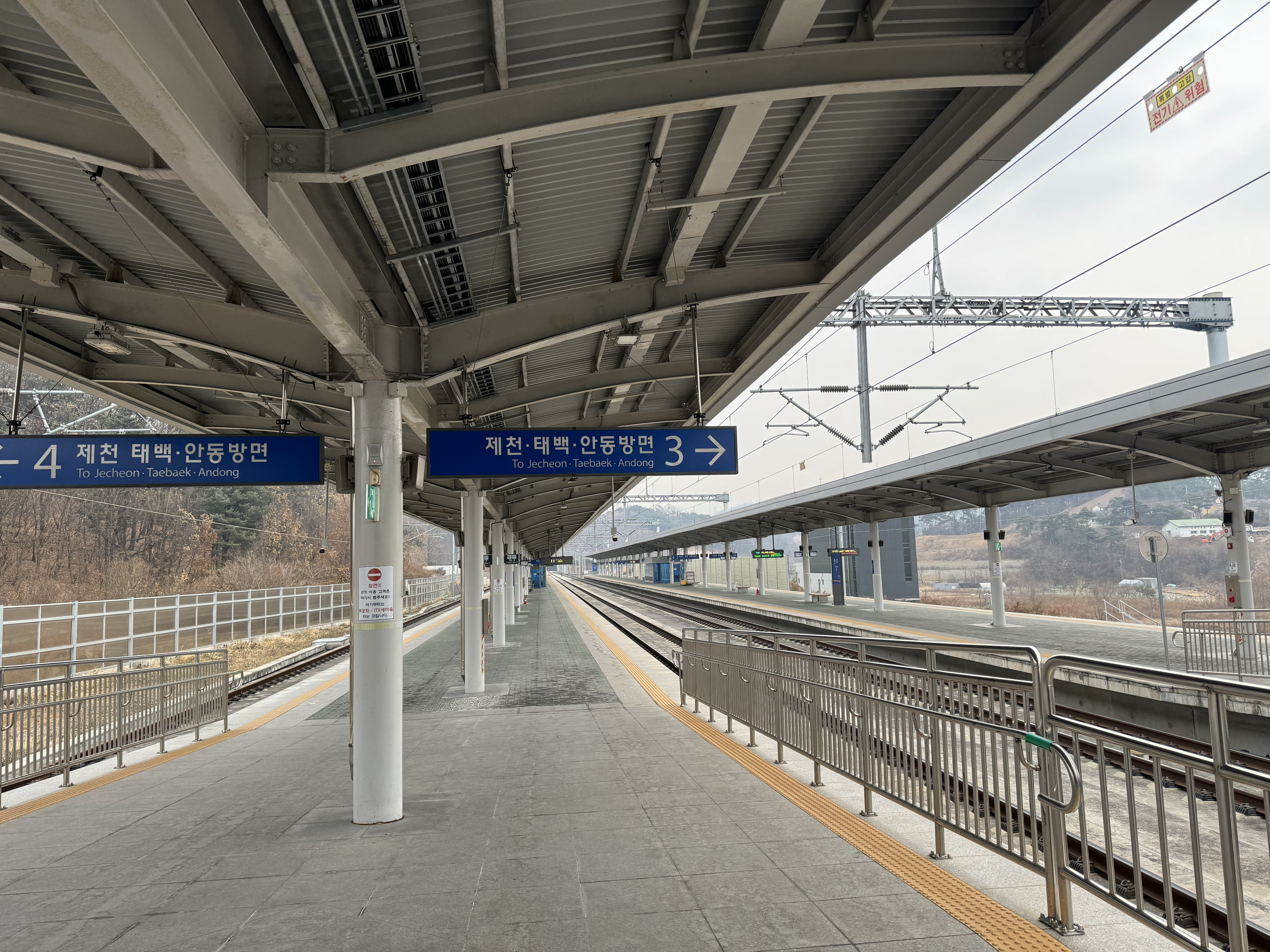
승강장 (일반열차)
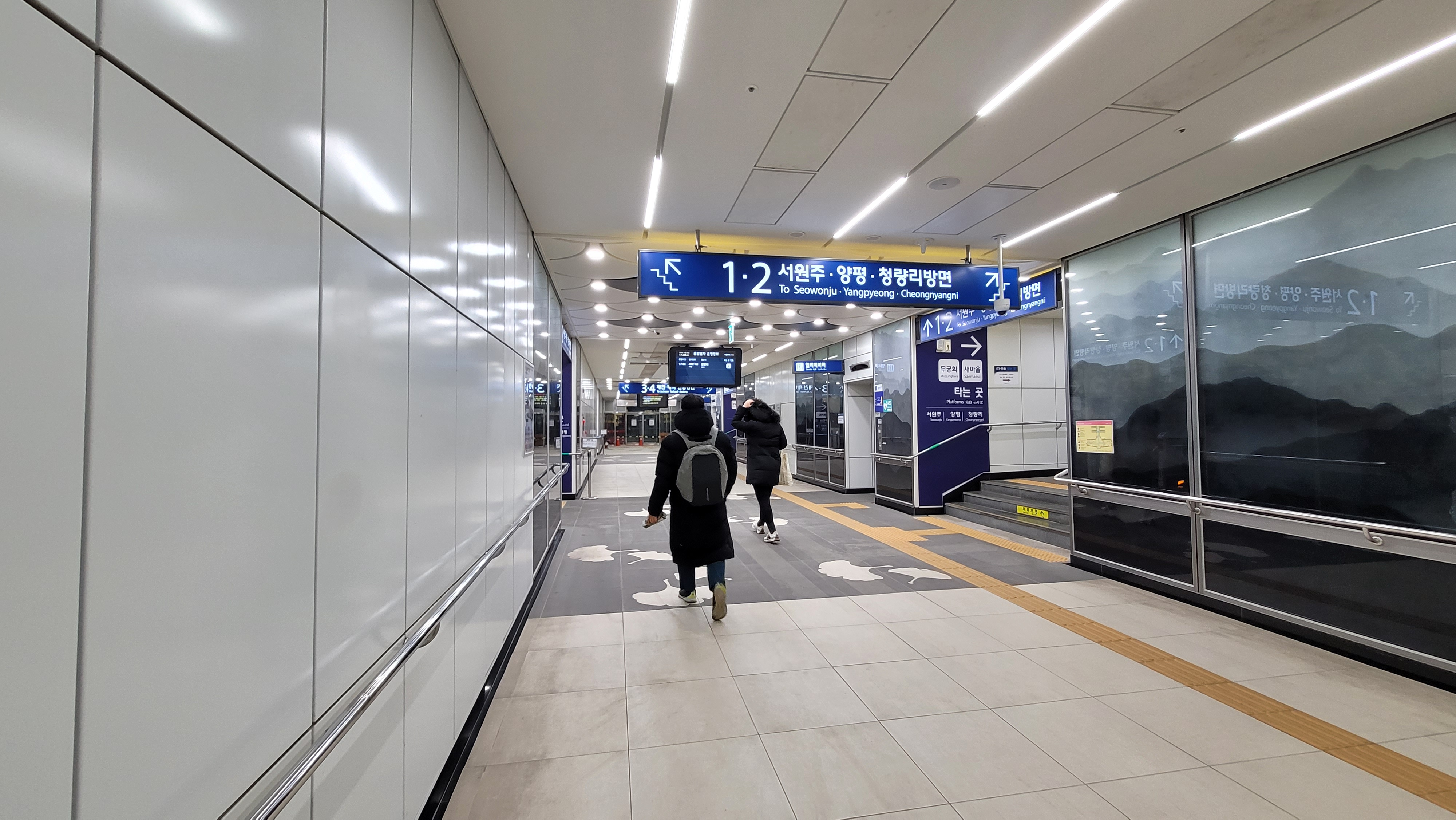
승강장으로 이어지는 통로.
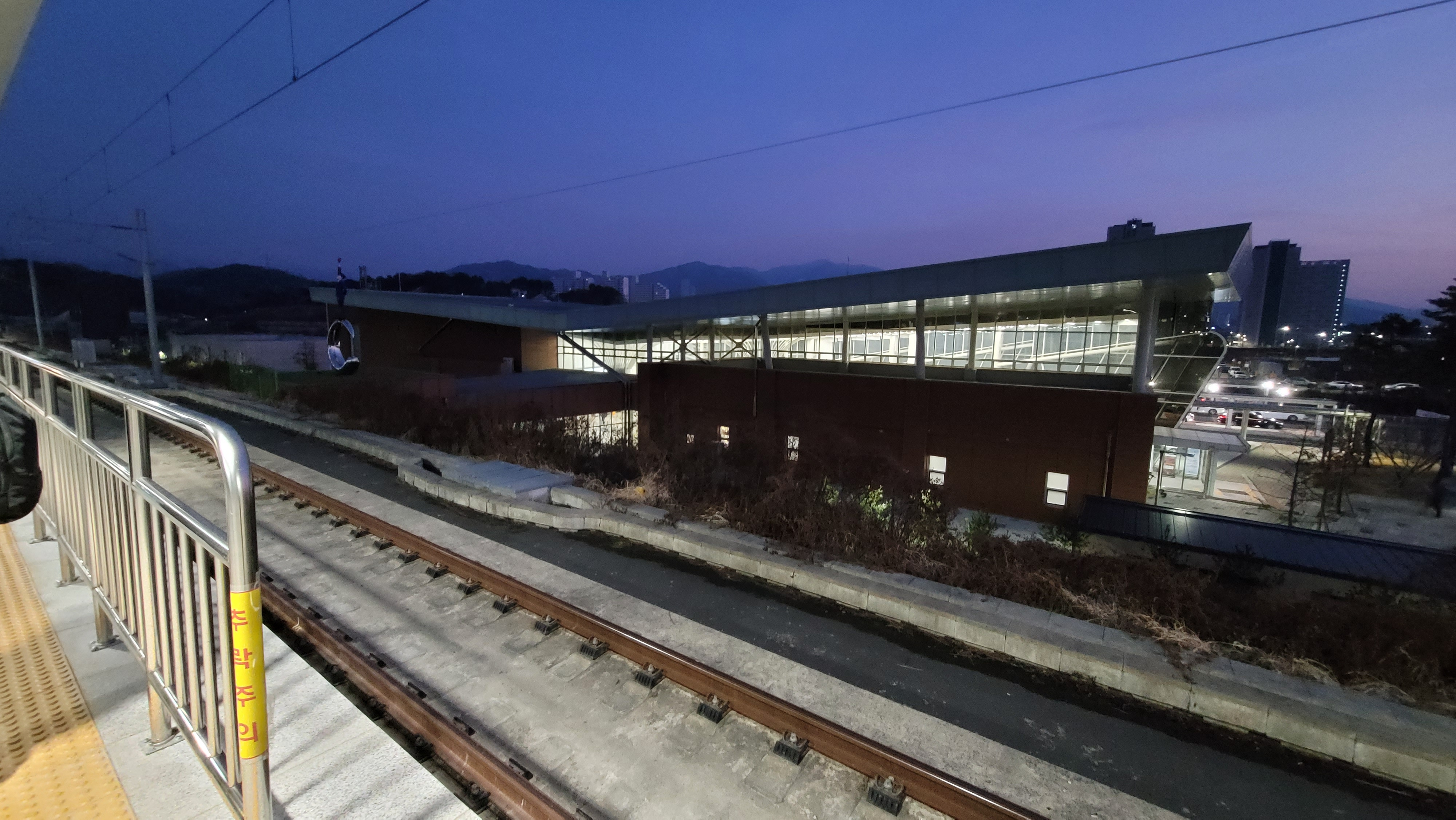
승강장에서 바라본 원주역 역사.
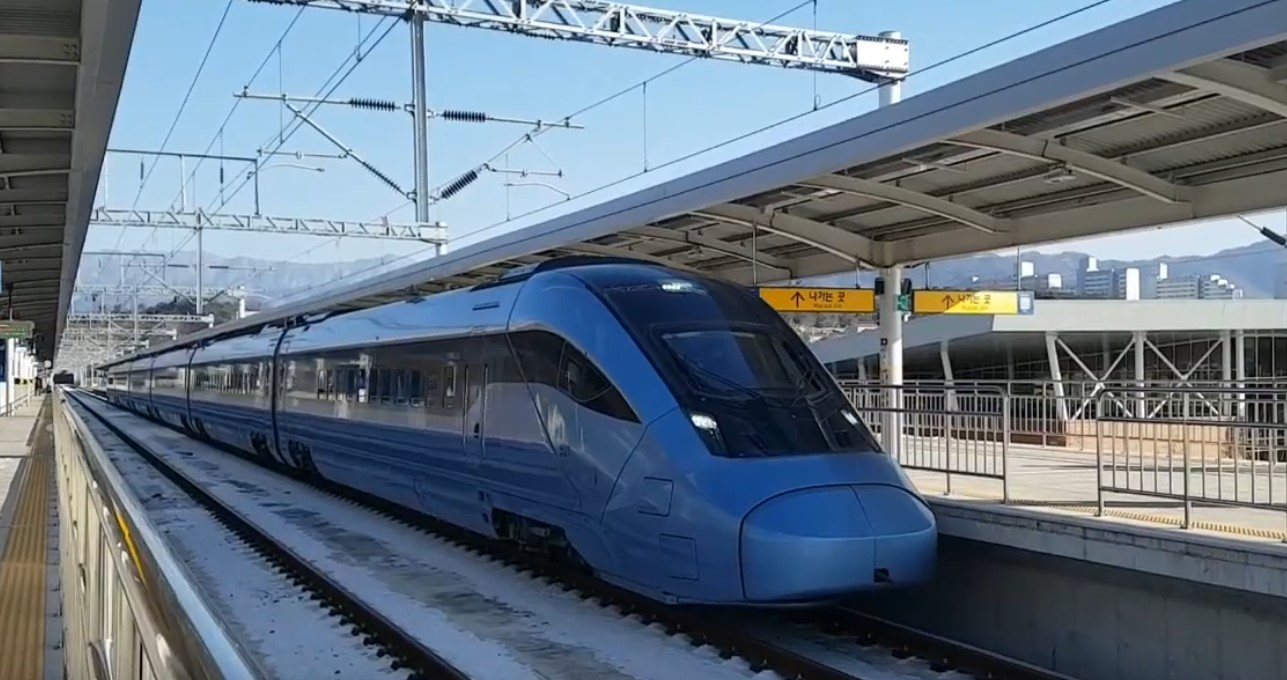
원주역에 도착하는 KTX
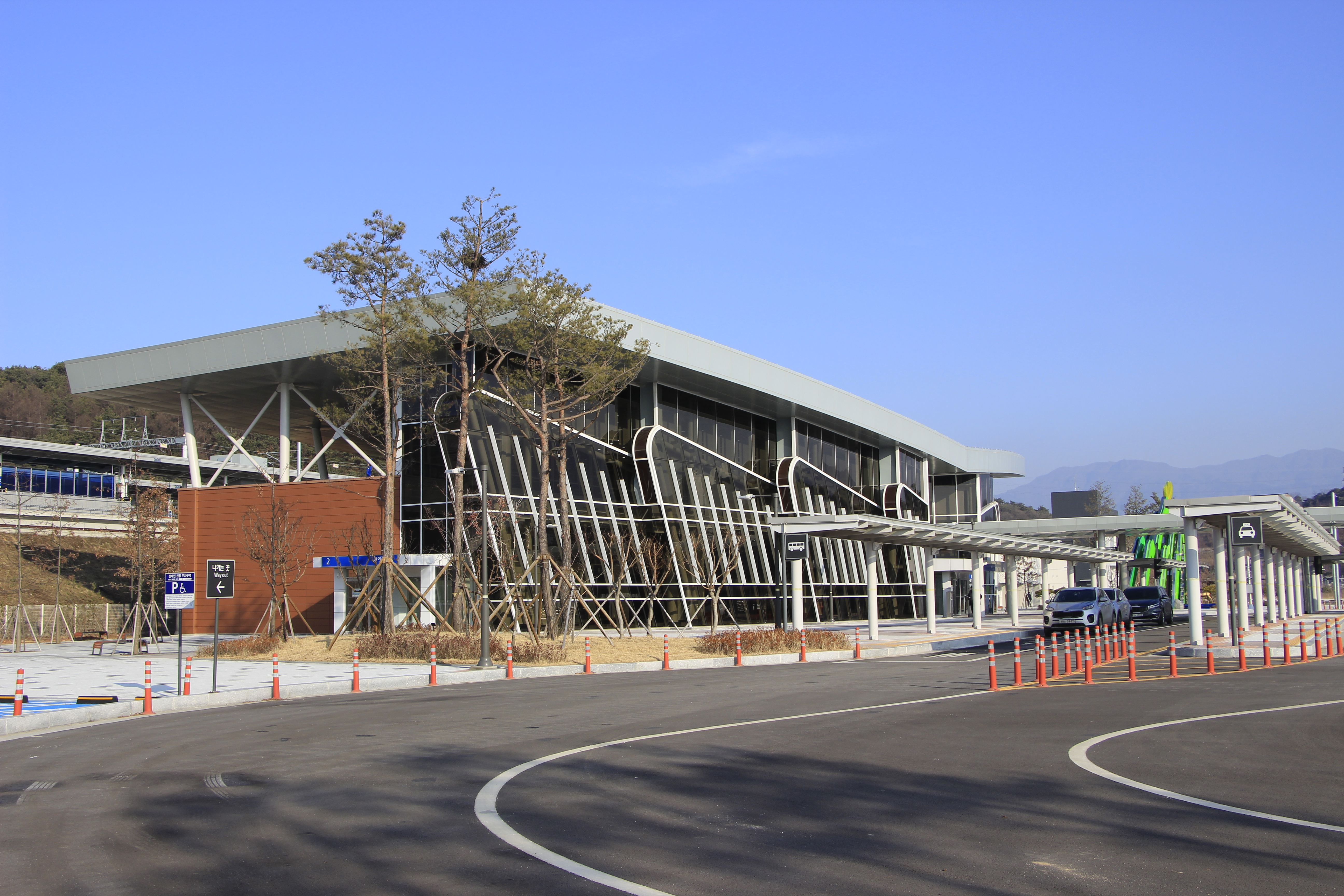
원주역

## 구 역사
학성동에 있었던 구 역사는 현재 선로가 전체적으로 철거되었으며, 관리가 매우 부실한 상태이다. KTX 전용역이 된 만종역 방향으로 이동하면 제1군수지원사령부 본부로 진입하는 인입선이 있으며, 해당 방향으로 구 역사 이설 이전에도 사용되지 않아 방치됐던 종착 승강장이 있다.

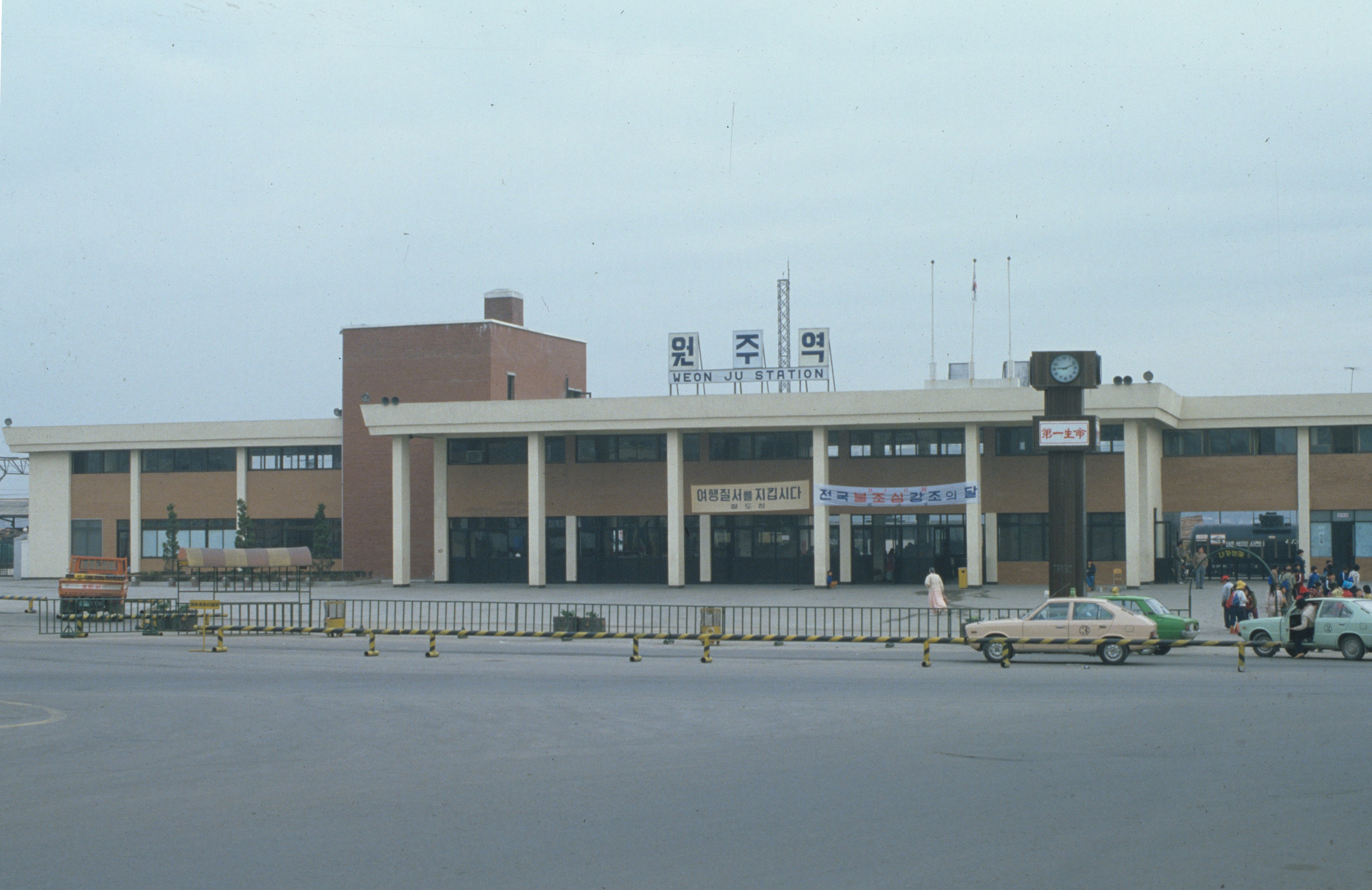
1980년 당시의 원주역
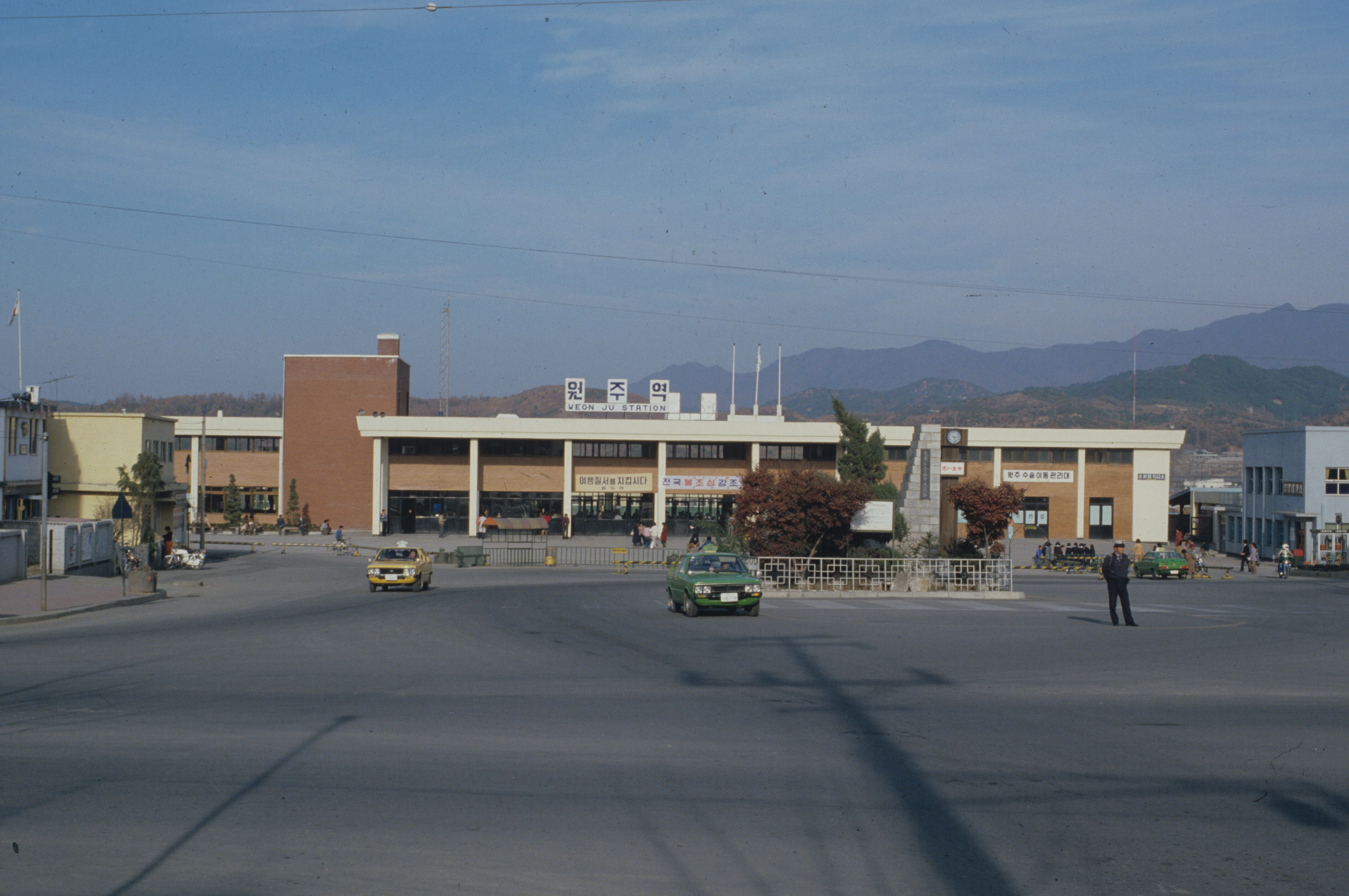
1980년 당시의 원주역 광장과 현대 포니 택시
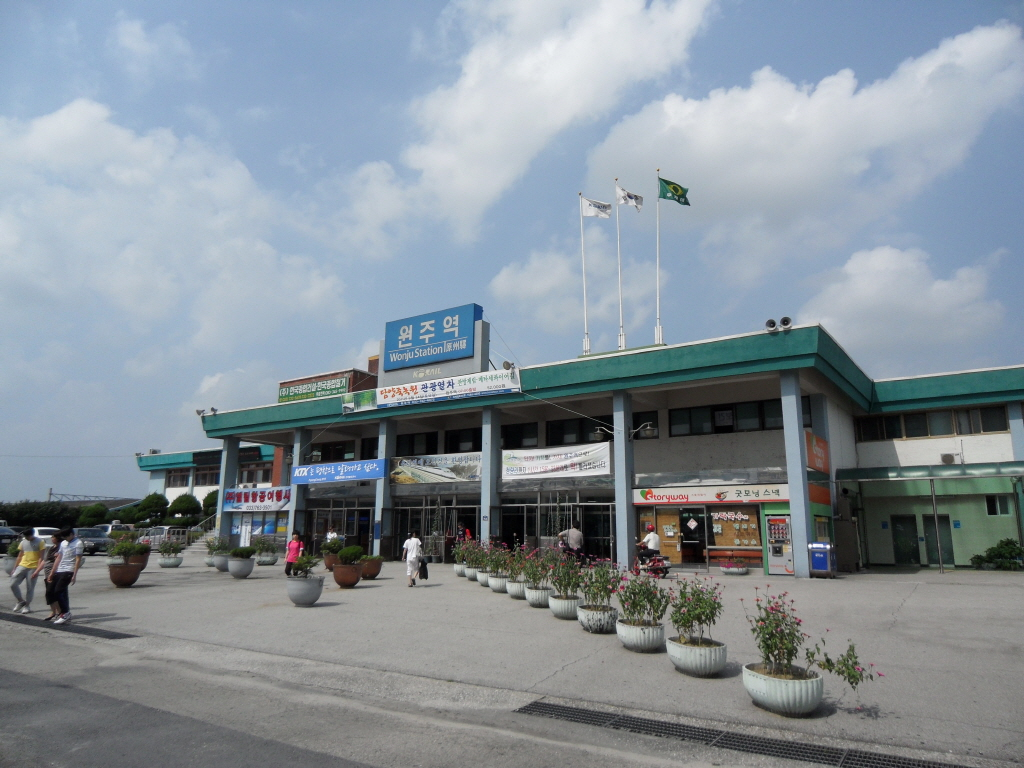
2011년의 원주역
구 역사 (2017년)
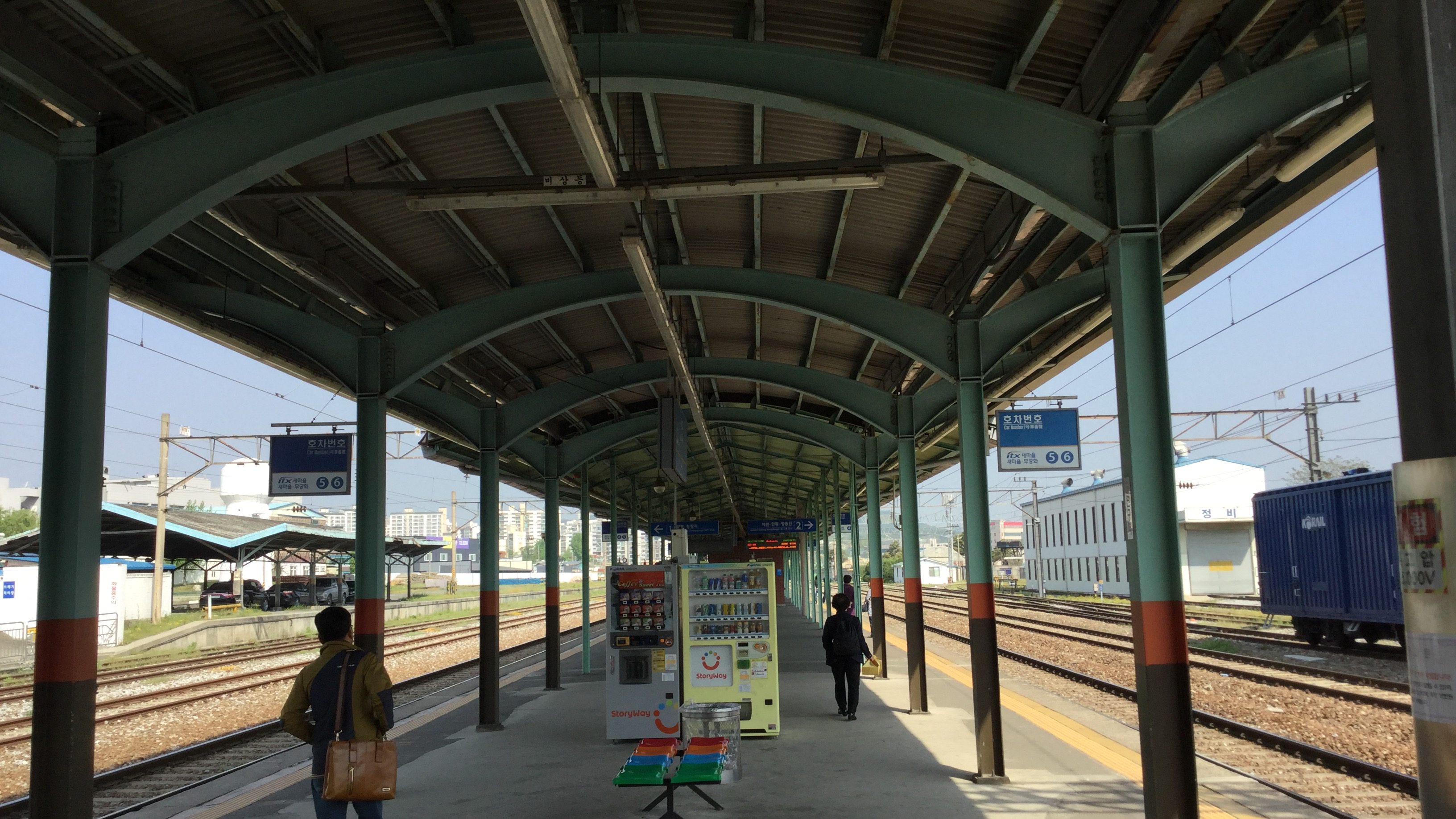
구 원주역 승강장
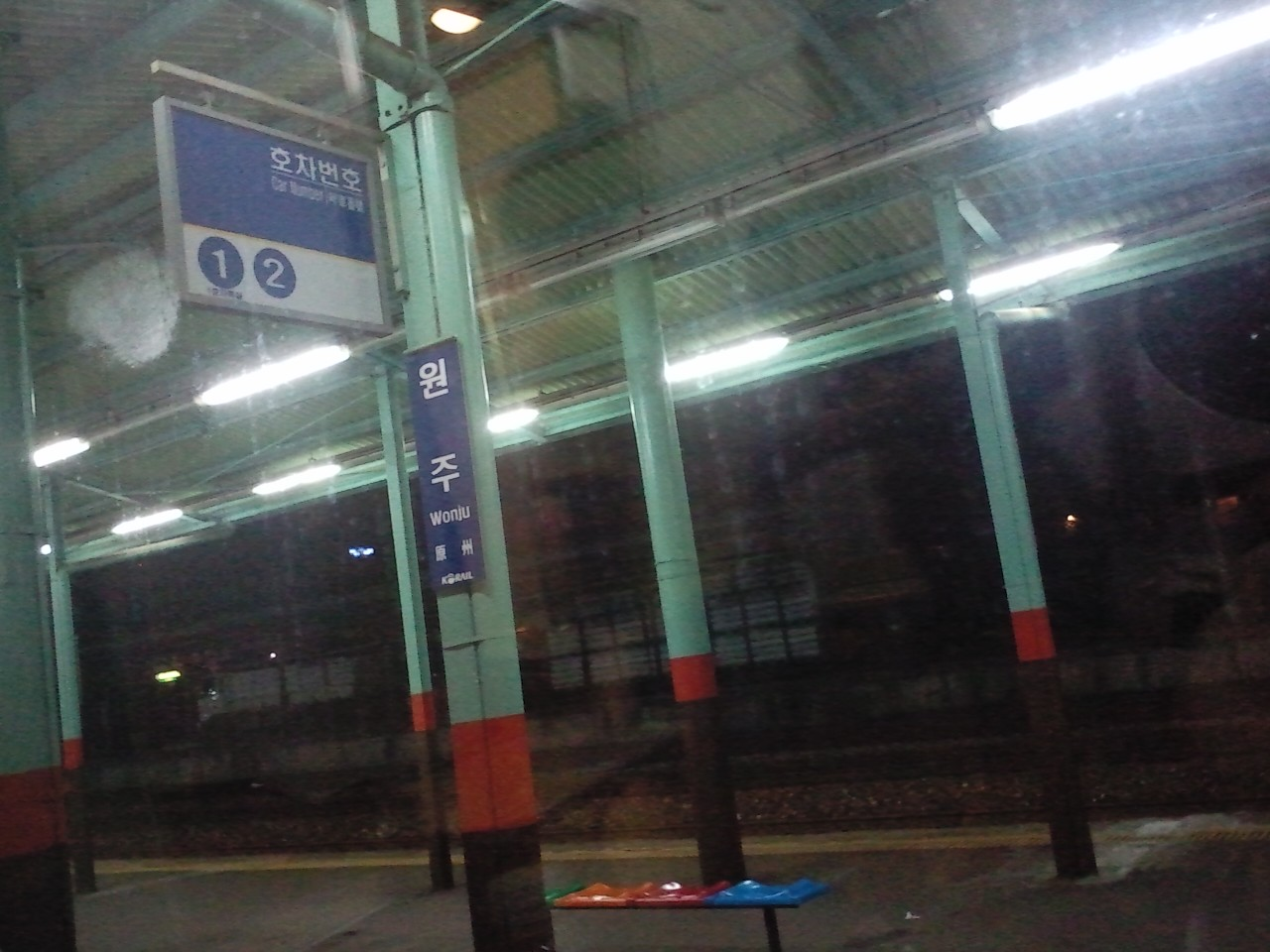
구 원주역 승강장의 야경
구 원주역 승강장 이동통로
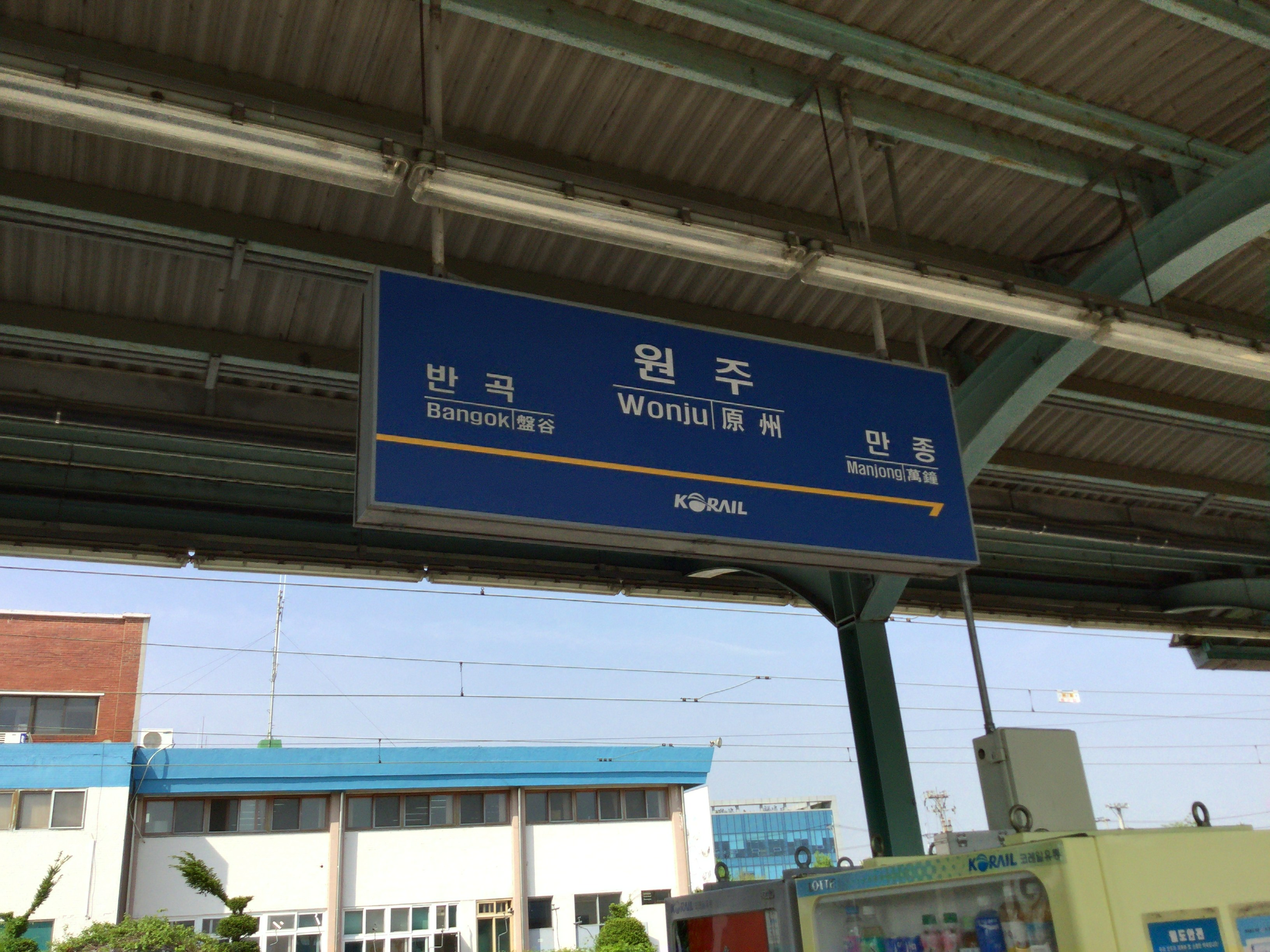
구 원주역 역명판
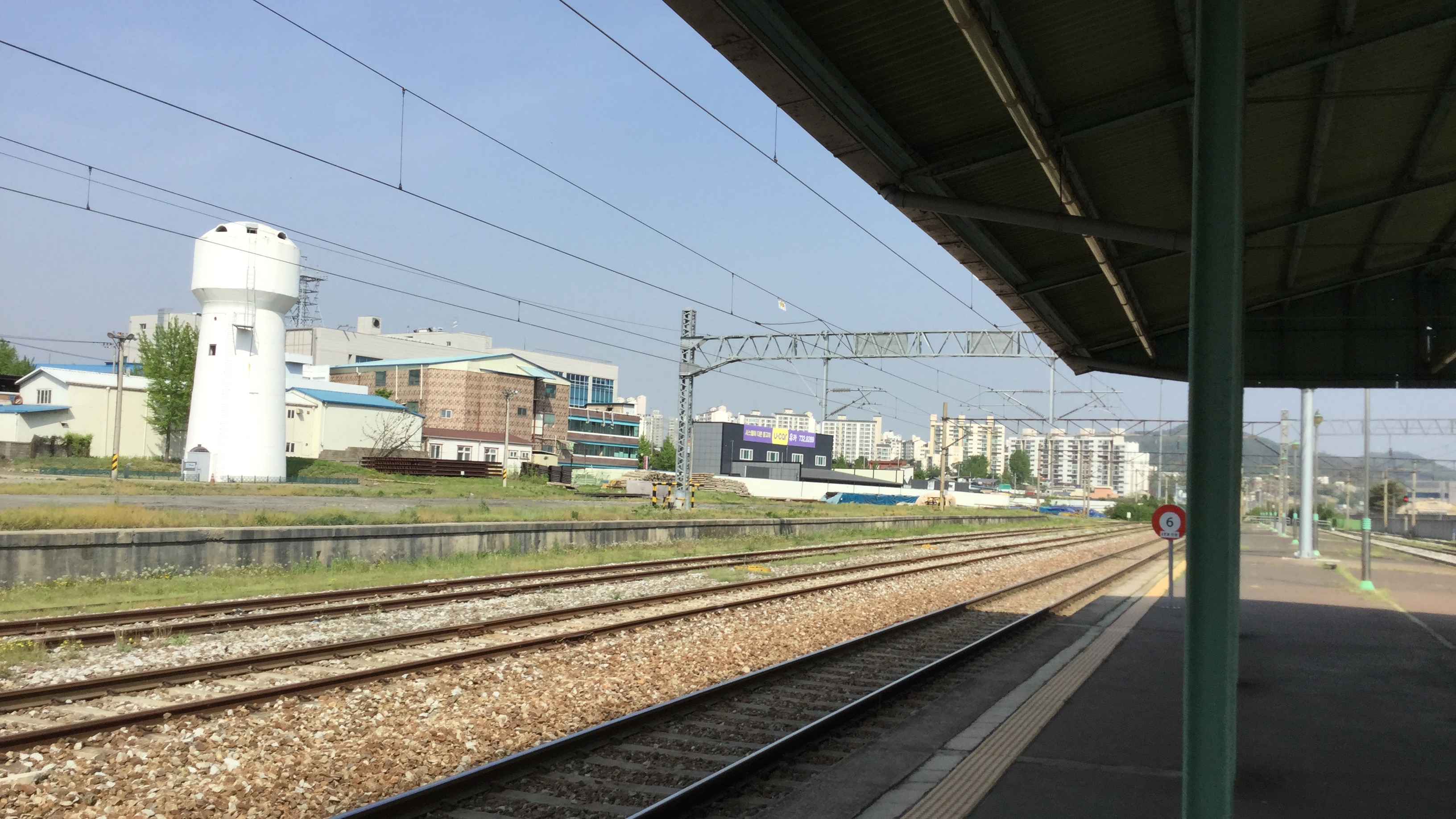
구 원주역 1번 승강장
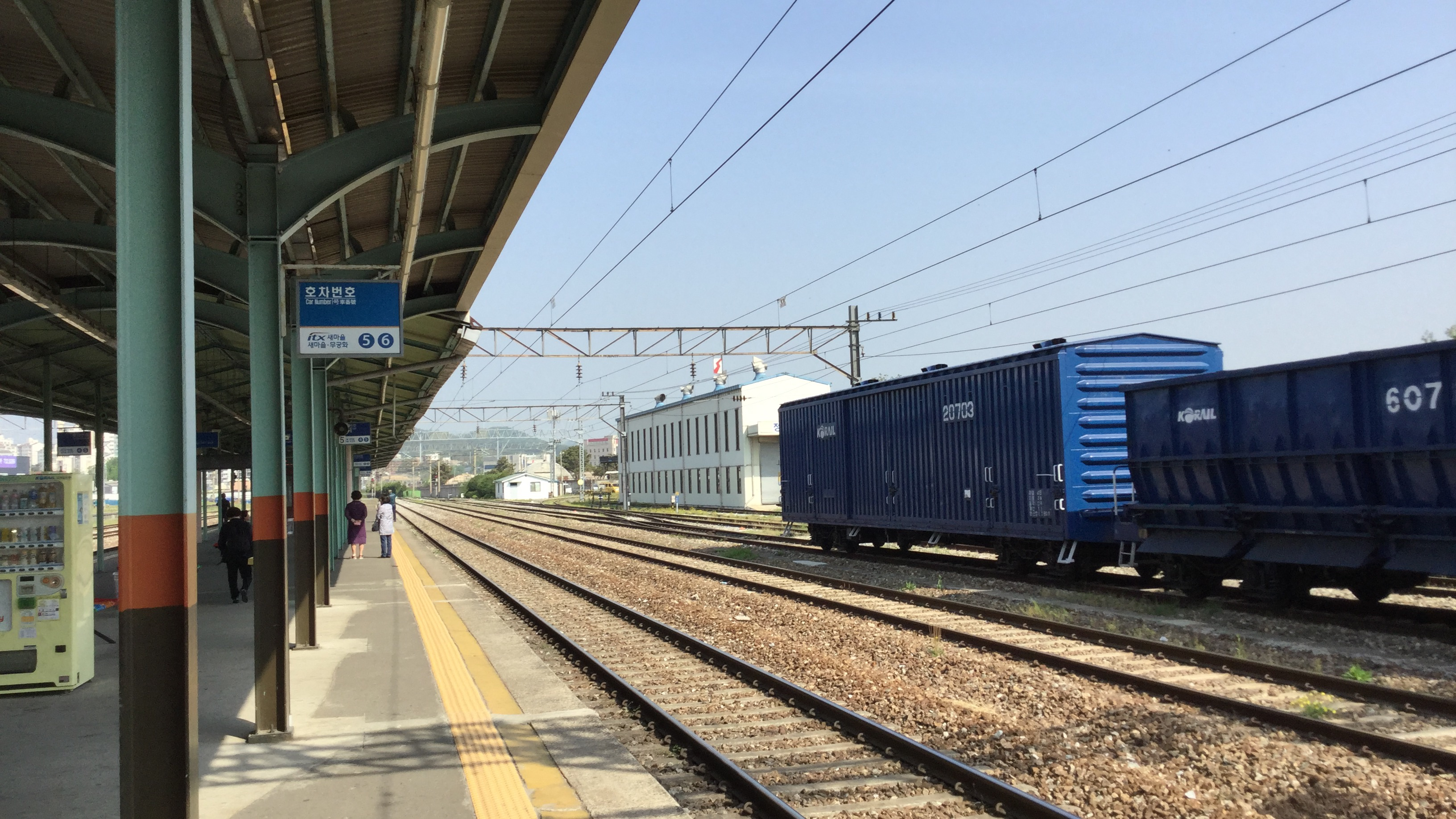
구 원주역 2번 승강장
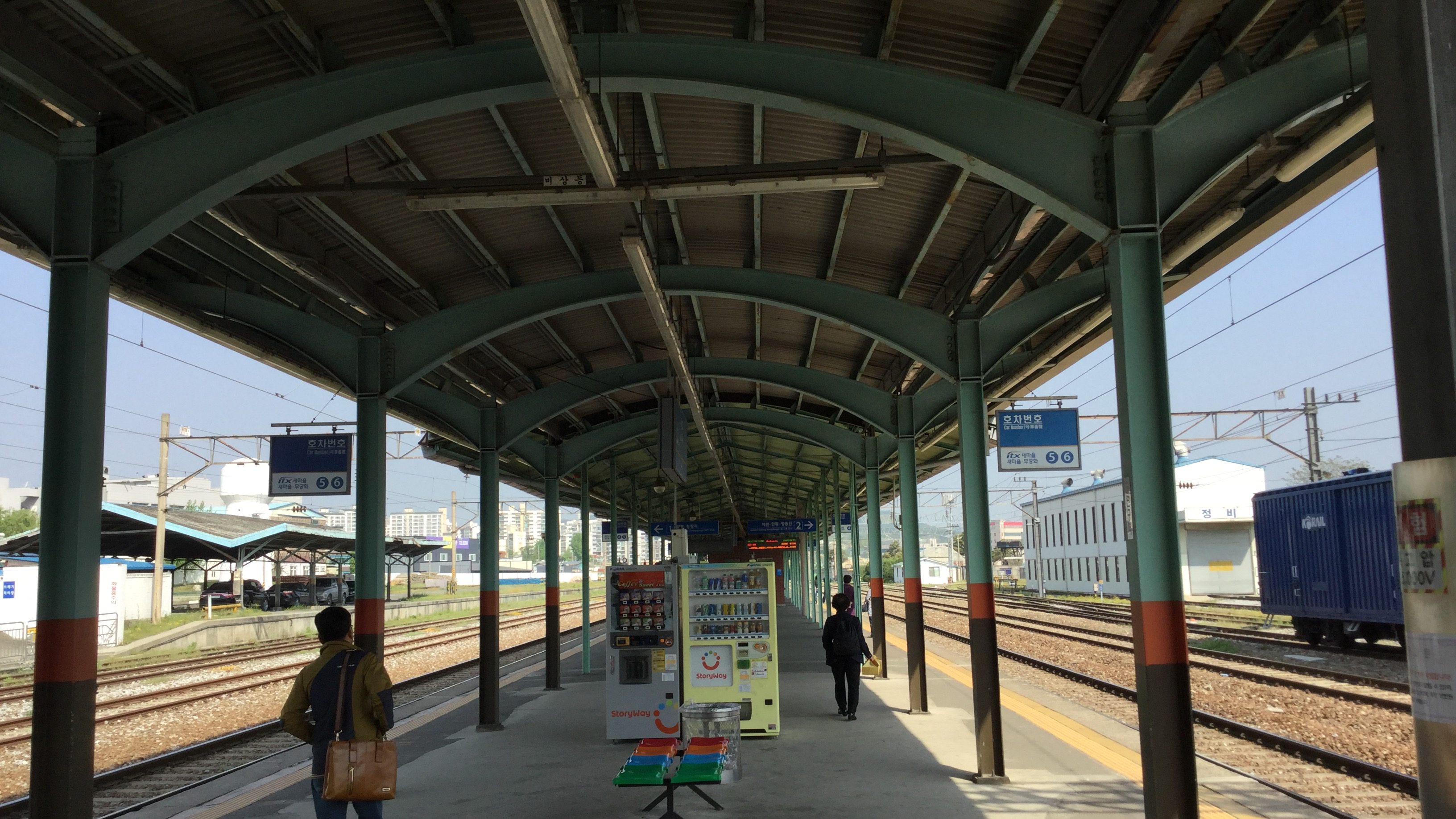
구 원주역 승강장 전경
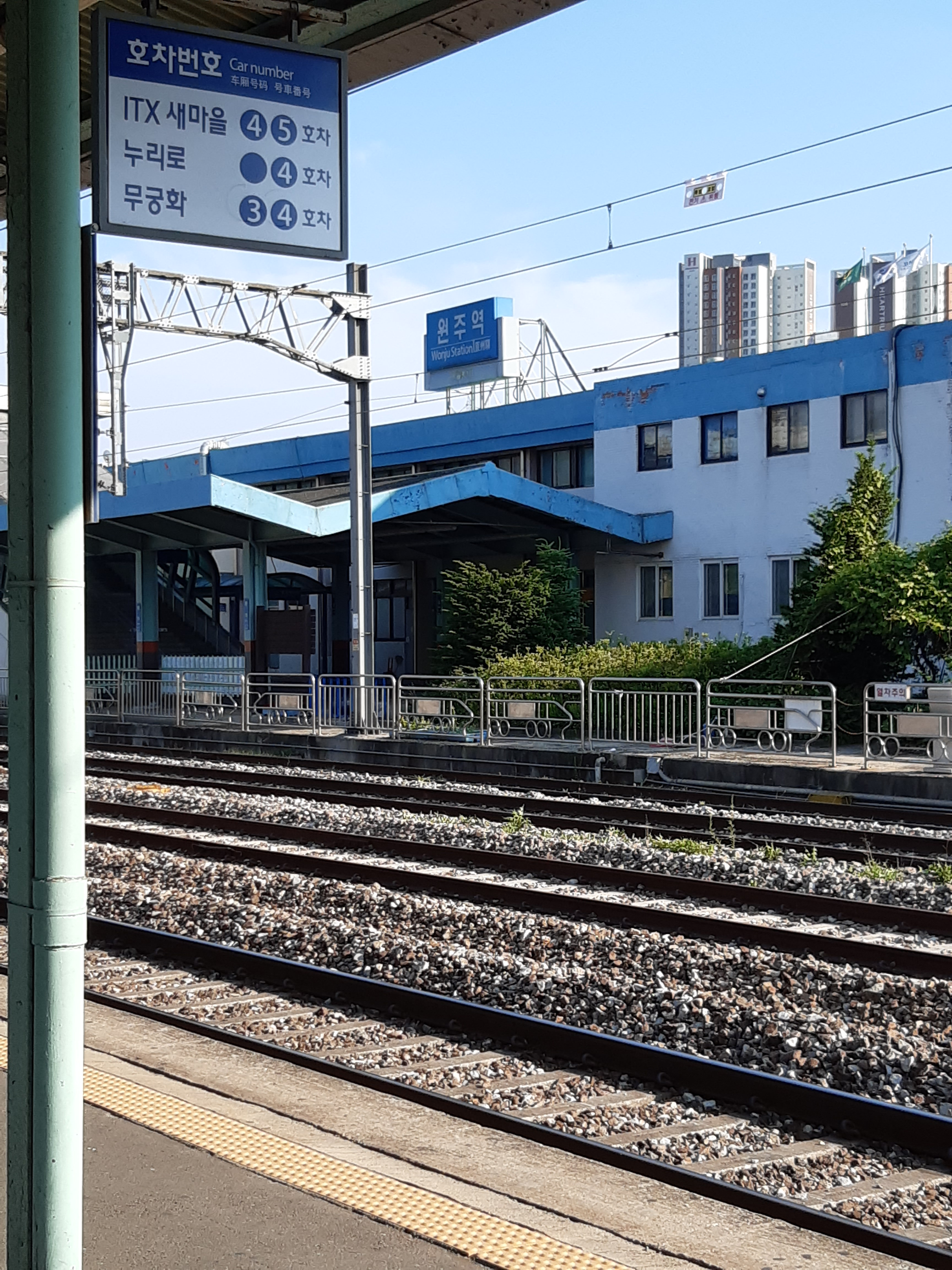
구 원주역 승하차하는곳 철도가 완전히 철거 되었다.

## 인접한 역
| 중앙선             | 중앙선                 | 중앙선                |
| ------------------ | ---------------------- | --------------------- |
| 서원주 서울 방면   | KTX 중앙선             | 제천 부전 방면        |
| 서원주 청량리 방면 | ITX-새마을 중앙선      | 봉양 부전 방면        |
| 서원주 청량리 방면 | ITX-마음 중앙선        | 안동 부전 방면        |
| 서원주 청량리 방면 | ITX-마음 태백선        | 제천 동해 방면        |
| 서원주 청량리 방면 | 무궁화 중앙선 · 태백선 | 봉양 동해 · 제천 방면 |
| 청량리 방면        | 정선아리랑열차         | 제천 정선 방면        |

## 특이 사항
- 역전이 TV 드라마 촬영지로 사용되었다. SBS 수목 미니시리즈 《대물》 5화 ~ 6화(2010.10.20 ~ 2010.10.21)에 나왔다.